# Галушки
Галу́шки (укр. галушки́) — украинское и польское (распространено у гурал-подгалян) национальное блюдо, представляющее собой отваренные в кипящей воде кусочки теста. Галушки подают как отдельное блюдо (с маслом или со сметаной) или варят суп с галушками.
Галушки из гречневого теста в XIX веке были известны также крестьянам Курской губернии. Похожие блюда под другим названием и несколько отличающейся технологией приготовления известны в Чечне и Ингушетии, где есть две разновидности галушек — жур-хьалтамаш (чечен. ахар галнаш) (из кукурузной муки) и хьор-хьалтамаш (из пшеничной муки). Оба вида обязательно подаются в качестве гарнира вместе с черемшовым или чесночным соусом к мясу. В чеченской, ингушской и балкарской кухнях чаще готовят отварное мясо с галушками. Реже готовят запечённое, жареное мясо или мясо на углях. Во всех видах к мясу добавляют галушки с соусом.

## Галушки в литературе
- Галушки упомянуты в стихотворении «Гусар» (1833) А. С. Пушкина:

То ль дело Киев! Что за край!

Валятся сами в рот галушки
- В повести Н. В. Гоголя «Ночь перед Рождеством» из цикла «Вечера на хуторе близ Диканьки» галушки ел знахарь Пузатый Пацюк, когда к нему за помощью пришёл кузнец Вакула:

Кузнец не без робости отворил дверь и увидел Пацюка, сидевшего на полу по-турецки, перед небольшою кадушкою, на которой стояла миска с галушками. Эта миска стояла, как нарочно, наравне с его ртом. Не подвинувшись ни одним пальцем, он наклонил слегка голову к миске и хлебал жижу, схватывая по временам зубами галушки.
- Таково это блюдо в «Описании Харьковского наместничества»[5] 1785 года: «Так же варят они [жители] похлёбку с именуемыми галушками из гречишной муки с салом, что подобно клецкам, и просяную крутую кашу с салом или с маслом, полагая в оную большею частию укроп и другия травы».

## Этимология
Название происходит от пол. gałuszka — шарик, уменьшитетельное от пол. gała — «шар».